# Gianfranco Dalla Barba
Gianfranco Dalla Barba (11. června 1957 Padova, Itálie – 22. listopadu 2024) byl italský sportovní šermíř, který se specializoval na šerm šavlí.
Itálii reprezentoval v sedmdesátých a osmdesátých letech. Na olympijských hrách startoval v roce 1984 a 1988 v soutěži jednotlivců a družstev. V roce 1983 obsadil druhé místo na mistrovství světa v soutěži jednotlivců. S italským družstvem šavlistů vybojoval na olympijských hrách jednu zlatou (1984) a jednu bronzovou (1988) olympijskou medaili a s družstvem obsadil dvakrát druhé místo (1979, 1982) na mistrovství světa.